# Historia del Euskaltel-Euskadi
El Euskaltel-Euskadi fue un equipo ciclista español dependiente de la Fundación Ciclista Euskadi-Euskadiko Txirrindularitza Iraskundea, siendo el proyecto para el que se creó dicha institución en 1993. La formación permaneció en activo desde 1994 hasta 2012, primero con su denominación original Euskadi y desde septiembre de 1997 incorporando en su nombre a la empresa Euskaltel, que sería su patrocinador principal hasta la disolución de la escuadra; el resto del presupuesto procedía de la Fundación Euskadi, mediante aportes de instituciones públicas (Gobierno vasco y las tres diputaciones forales vascas, especialmente la vizcaína), empresas colaboradoras (caso de Orbea) y socios particulares.
La singularidad del equipo radicó en que todos sus corredores eran originarios del País Vasco, Navarra o País Vasco francés, o habían formado parte de las categorías inferiores de algún equipo de los territorios antes mencionados (el Euskadi al que hacía referencia el nombre del equipo, cuyo maillot incluyó en ocasiones la leyenda Pays Basque). En ese contexto, y siendo uno de los objetivos de la formación dar la oportunidad de debutar como profesionales a jóvenes procedentes de la cantera vasco-navarra (especialmente los provenientes de su filial Olarra/Orbea), sus corredores solían obtener mejores resultados en pruebas montañosas.
Inicialmente un equipo modesto, desde 2001 compitió en la máxima categoría UCI del momento, comenzando en la Primera División y después como UCI ProTeam (con acceso al circuito de élite ProTour, posteriormente WorldTour), pudiendo así participar en las principales carreras del calendario. El creador y máximo responsable del proyecto a lo largo de su existencia fue Miguel Madariaga, mientras que la gestión deportiva pasó por distintas etapas en las que actuaron como principales directores Txomin Perurena, Julián Gorospe e Igor González de Galdeano.
Entre los ciclistas que pasaron por sus filas destacaron Roberto Laiseka, Iban Mayo, Haimar Zubeldia, Íñigo Landaluze, Aitor González, el campeón olímpico Samuel Sánchez, Igor Antón, Mikel Nieve. Además, pasaron por sus filas jóvenes que después lograrían buenos resultados en otros equipos, como Igor y Álvaro González de Galdeano, Joseba Beloki o Aitor Osa, además de ser, en el año de su estreno, el último equipo en que militaría un ya veterano Peio Ruiz Cabestany.
En el momento de la disolución de la escuadra Euskadi era el segundo patrocinador con más años en las carreteras a nivel mundial (19), solo superado por el belga Lotto (27); en esa última temporada había sido el equipo en activo que durante más años había mantenido el mismo nombre.

## Inicios

### Creación

#### El sueño de Pradera y Madariaga

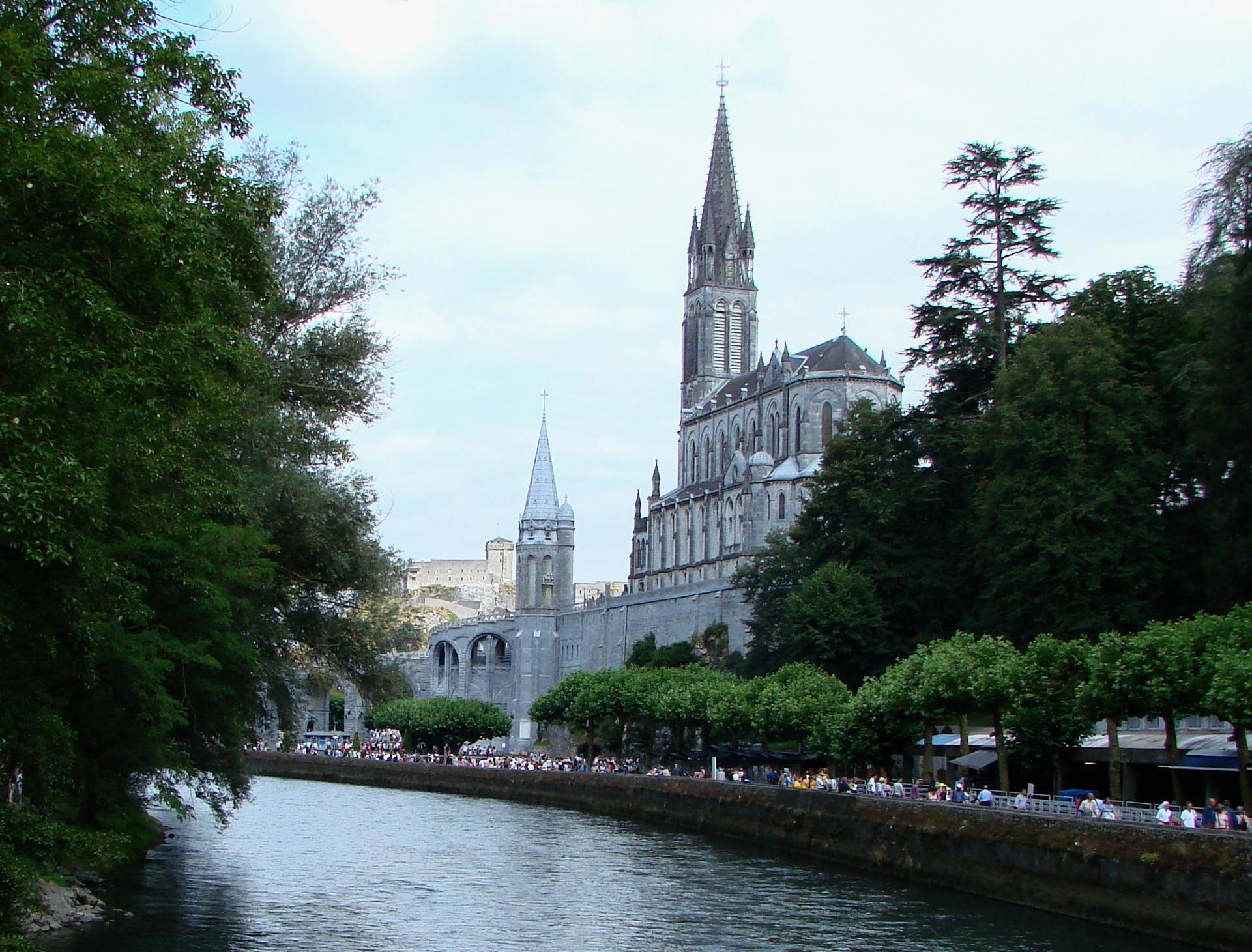
Vista de la ciudad francesa de Lourdes, donde al paso del Tour de Francia se gestó el proyecto de Pradera y Madariaga que daría lugar a la Fundación y su equipo.

La historia del equipo se remonta a inicios de la década de 1990: José Alberto Pradera, entonces diputado general de Vizcaya, solía acudir a los alrededores de Lourdes para presenciar el Tour de Francia con Miguel Madariaga (chófer de la Diputación, además de masajista y mánager del equipo aficionado Beyena) y otros amigos. En la primera de esas visitas Pradera, aficionado al ciclismo, quedó especialmente impresionado por el PDM neerlandés, cuyos ciclistas y auxiliares se encontraban en la misma brasserie que ellos; después, charlando en una terraza, planteó a Madariaga la creación de una formación propia que pudiera disputar el Tour.
En las sucesivas visitas anuales Pradera fue desarrollando la idea de crear un nuevo equipo ciclista profesional vasco, compuesto por corredores de la zona y con una estructura similar a la de un club: los aficionados vascos se convertirían en socios que aportarían una cuota anual para el sostenimiento económico del proyecto. En el Tour de 1992 el diputado general quiso consultar su opinión a Manolo Saiz, director de la puntera escuadra ONCE: el cántabro se mostró escéptico sobre la viabilidad de un modelo inédito en el ciclismo, pero Pradera y Madariaga se agarraron a su sentencia final (“Si en algún sitio puede salir adelante es en Euskadi”) y se embarcaron en la gestación del nuevo proyecto.
Durante el siguiente año Pradera y Madariaga fueron trabajando en la idea, participando también en dicho desarrollo el jefe de prensa de Pradera en la Diputación vizcaína, Juan Carlos Urrutxurtu, otro apasionado del ciclismo. Hablaron entre otros con el periodista guipuzcoano Jaime Ugarte, presidente de la Federación Vasca y director de las carreras organizadas por El Diario Vasco: la Vuelta al País Vasco y la Clásica de San Sebastián, así como el espectáculo polideportivo de las Seis Horas de Euskadi.
El 17 de junio de 1993 se creó, bajo el nombre de Fundación Ciclista de Euskadi, una fundación privada con personalidad jurídica propia y con independencia de actuación, sin ánimo de lucro, con la intención de fomentar, promocionar y divulgar el ciclismo y la cantera vasca. Según se detallaba en sus estatutos, podrían correr en el equipo ciclistas nacidos en los territorios históricos de Vizcaya, Guipúzcoa, Álava o Navarra, así como aquellos ciclistas foráneos que hubieran militado en categorías inferiores en un equipo de alguno de los territorios antes mencionados.

#### Construcción: fichajes y disensiones internas

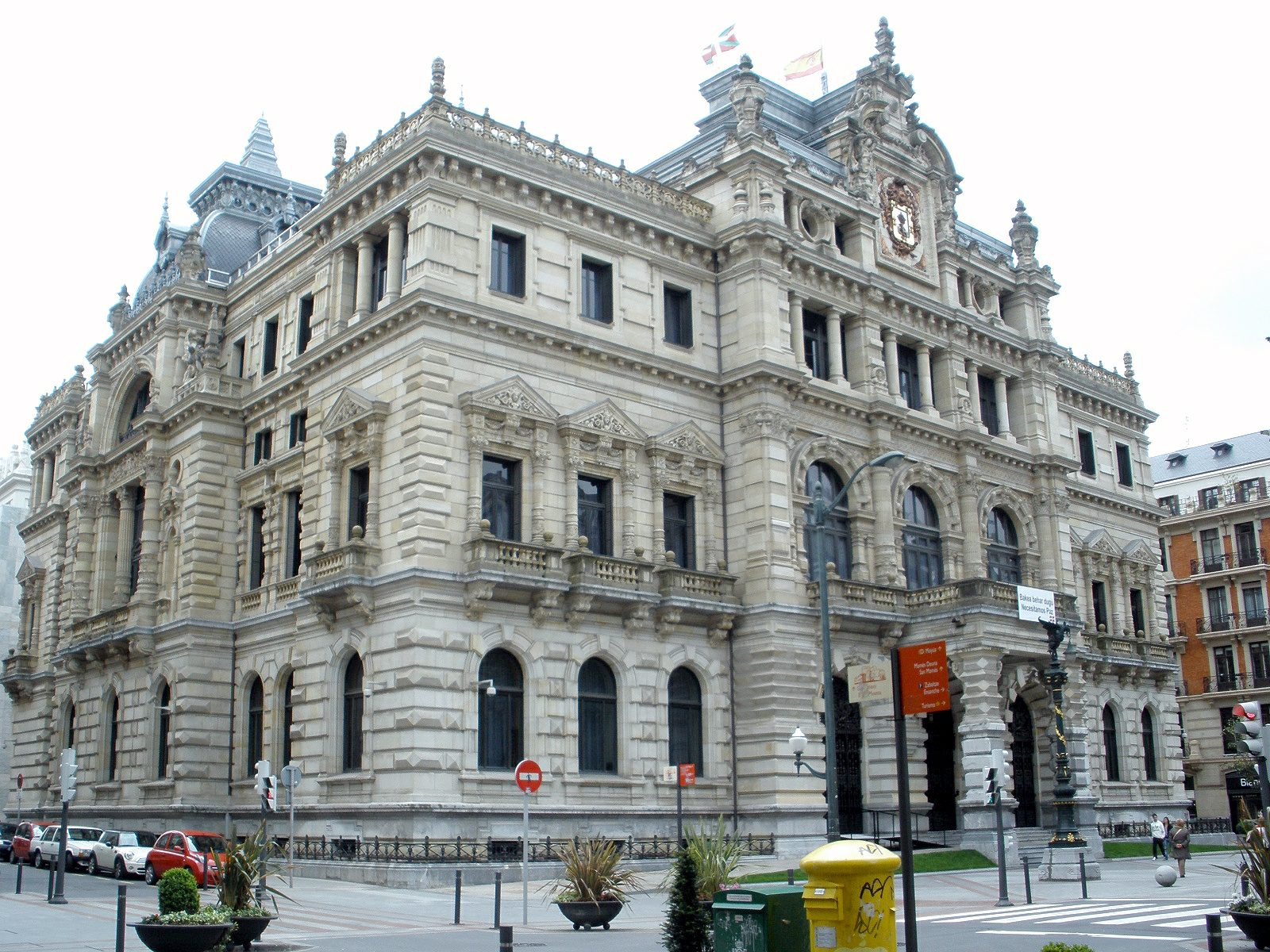
Palacio de la Diputación Foral de Vizcaya, en Bilbao. El diputado general José Alberto Pradera fue uno de los principales impulsores del proyecto.

Al paso del Tour de Francia 1993 por Andorra a mediados de julio, Pradera y Madariaga se desplazaron al principado para sondear a diversos ciclistas profesionales y tentarles para que integraran, junto a jóvenes procedentes de aficionados, la primera plantilla del nuevo equipo profesional de la Fundación Euskadi para 1994. El escepticismo entre los corredores sobre las posibilidades de que el proyecto que se les planteaba saliera adelante fue la nota dominante en dichas conversaciones.
Ya de vuelta, el 31 de julio (día de San Ignacio de Loyola, patrón de Guipúzcoa y Vizcaya) tuvo lugar en la sede de la Diputación Foral de Vizcaya una reunión para la que Pradera convocó entre otros a Marcos Guerediaga (presidente de la S. C. Amorebieta), José Luis Ibáñez Arana (expresidente de la RFEC, y candidato a presidir la Fundación) y Madariaga (quien estaba previsto que fuera uno de los consejeros). Posteriormente se distribuyeron 25.000 cartas entre particulares y empresas con el objetivo de reunir apoyo para el proyecto, pero pese a la buena acogida de la iniciativa fue difícil recaudar fondos para el proyecto.
El primer ciclista que se comprometió con el proyecto fue el veterano Juan Carlos González Salvador (Eldor-Viner), y posteriormente harían lo propio Pello Ruiz Cabestany (Gatorade) y Xabier Usabiaga (CLAS-Cajastur). Cabestany, quien se había planteado retirarse ese mismo año tras un alarga carrera como profesional, fue convencido por Jaime Ugarte, miembro de la junta gestora, para que continuara al menos un año más en activo integrado en las filas del debutante equipo vasco. De forma paralela a esas contrataciones se produjeron desavenencias entre los responsables, al considerar algunos (como Madariaga) que en casos como el de Cabestany se estaban ofreciendo sueldos desorbitados.
Con los primeros contratos con ciclistas profesionales procedentes de otros equipos ya firmados, y durante una comida celebrada en las faldas del puerto de Autzagane, Ugarte llegó a un acuerdo con Txomin Perurena para que fuera el director deportivo del equipo; su segundo director sería José Luis Laka, director del equipo aficionado Café Fortaleza (anteriormente Beyena) que gestionaba Madariaga.
Sin embargo, al comprobar las dificultades económicas tanto Ugarte como Ibáñez Arana abandonaron la iniciativa del proyecto, mientras seguían embarcados en ella Urrutxurtu, los hermanos Miguel y Javier Madariaga, Guerediaga y Julián Eraso (organizador de la Bicicleta Vasca). En la siguiente reunión, Pradera asignó la presidencia de la Fundación Euskadi a Miguel Madariaga.
Perurena se desplazó en septiembre a Cataluña, donde estaba teniendo lugar la Volta, para tratar de encontrar nuevos corredores con experiencia profesional, especialmente alguien que pudiera ejercer como jefe de filas. Perurena se encontró con problemas para cumplir su objetivo, ya que al escaso presupuesto y la limitación de la propia filosofía se sumaba que los principales corredores vascos ya estaban comprometidos para la siguiente temporada. Se realizaron sendas ofertas a Iñaki Gastón y Fede Etxabe (ambos ciclistas del CLAS-Cajastur que terminaban contrato), pero los dos corredores vizcaínos terminaron renovando para integrarse en la potente fusión Mapei-CLAS; el propio Gastón había reconocido que no le satisfacía unirse al modesto proyecto vasco al contar con mejores ofertas tanto en el plano económico como en el deportivo. En esa tesitura, el principal objetivo de Perurena durante su visita a la ronda catalana fue la contratación de Javier Murguialday (Amaya Seguros). A mediados de octubre ya estaba confirmada la plantilla.
La consejería de Cultura del Gobierno vasco, en una orden fechada el 23 de septiembre y publicada en el boletín oficial del 7 de octubre, reconoció e inscribió a la Fundación Ciclista de Euskadi. La primera junta quedó compuesta por Miguel Madariaga como presidente y su hermano Javier (presidente de la Federación vizcaína) como vicepresidente, mientras que entre los vocales figuraban entre otros Guerediaga, Eraso y el exciclista Paco Galdós, además de Ugarte, su colaborador Enrique Erentxun e Ibáñez Arana.

#### Presentación en Aránzazu y presupuesto inicial
La presentación oficial del proyecto tuvo lugar el 30 de septiembre en Bilbao; en ese momento contaba con 3.021 socios (siendo la cuota anual de 5.000 ptas para los menores de 21 años y de 10 000 ptas para los mayores), 30 empresas fundadoras (que aportaban un millón cada una) y 350 empresas colaboradoras (100.000 ptas cada una). Entre quienes ya se habían hecho socios figuraban unos por entonces preadolescentes Igor Antón y Amets Txurruka. El logotipo de la Fundación Euskadi consistiría en tres conos rojos tumbados (con el vértice a la izquierda y la base a la derecha) entre los que se intercalaban dos conos verdes de menor tamaño e idéntida disposición, todo ello sobre un fondo blanco, coincidiendo así sus colores (rojo, verde y blanco) con los de la ikurriña.

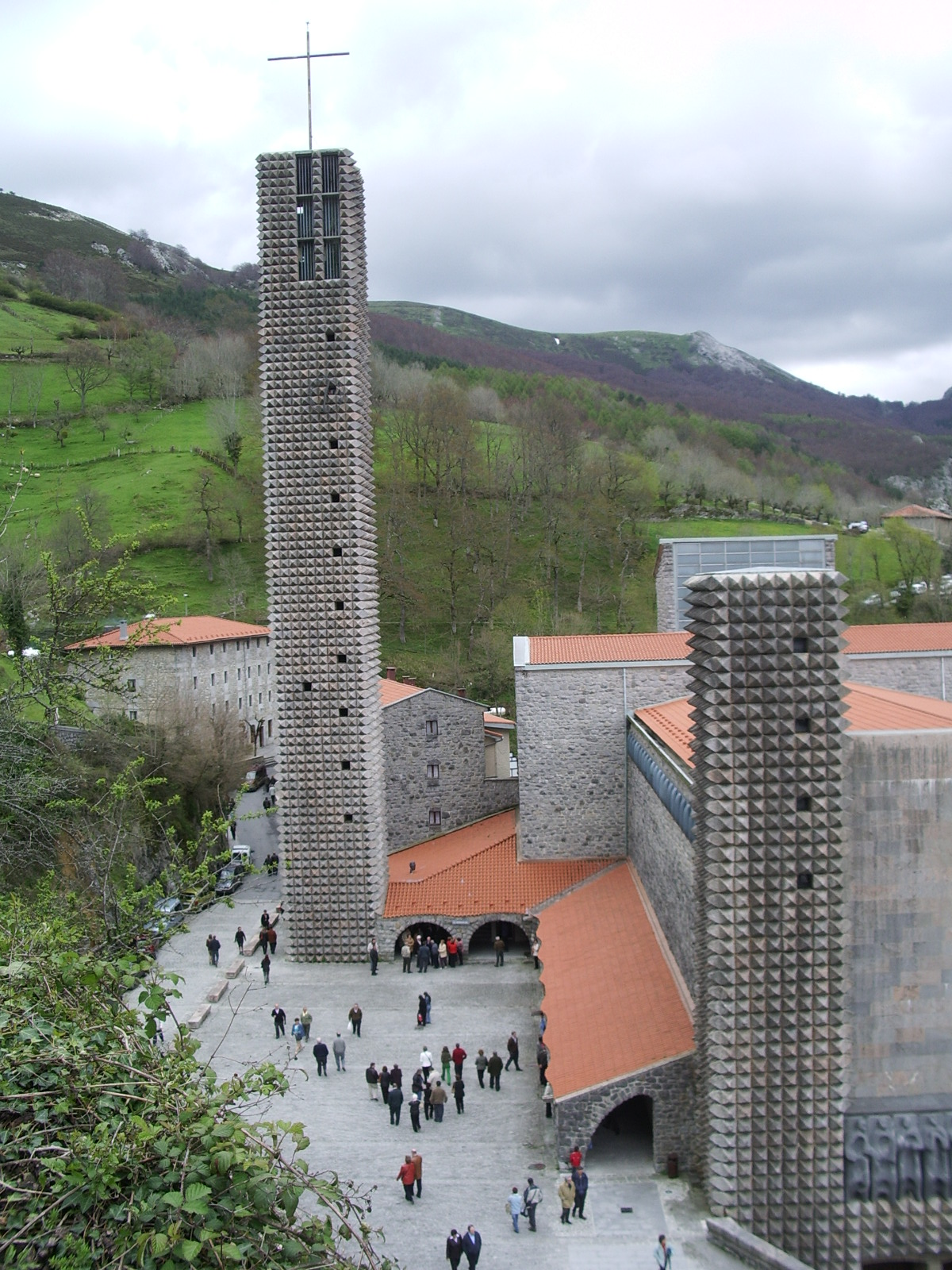
Santuario de Aránzazu, donde tuvo lugar la presentación del primer equipo del Euskadi el 6 de diciembre de 1993, tras unos días de convivencia en sus alrededores de Urbía.

El presupuesto anunciado en diciembre para su primera temporada era de 180 millones de pesetas (325 millones si se sumaba el valor de los vehículos, prendas, bicicletas y demás material cedidos por las empresas colaboradoras). El directivo Juan Carlos Urrutxurtu declaró que la Fundación había cubierto el 70% de dicho importe, a través de la aportación de sus 3.450 socios y 720 empresas y comercios del entorno. El presupuesto efectivo de la escuadra sería finalmente de 127 millones de pesetas, prácticamente lo reunido hasta entonces.
El exdirector del extinto equipo amateur Cajamadrid intentó emular ese novedoso modelo de financiación para crear un equipo profesional madrileño, y la Junta de Castilla y León estudió un proyecto similar en su comunidad autónoma. Sin embargo, al contrario que en el caso vasco ninguno de estos otros planes de crear un equipo ciclista mediante suscripción popular llegó a hacerse realidad.
La primera presentación del equipo bautizado como Euskadi se realizó en el Santuario de Aránzazu el 6 de diciembre de 1993. La plantilla, que posó para los medios de comunicación pese a no contar aún con el maillot y el resto de la equipación, estaba compuesta por un total de 15 ciclistas: siete ya profesionales procedentes de otros equipos (destacando entre ellos los veteranos Ruiz Cabestany, Murguialday y González Salvador) y una mayoría de ocho ciclistas neoprofesionales procedentes del campo amateur, como Agustín Sagasti, Roberto Laiseka o Íñigo Cuesta. El equipo no realizó una concentración invernal al uso, permaneciendo en su lugar una semana juntos en la sierra de Urbía (donde está Aránzazu) para conocerse antes de la presentación; aunque no estaba previsto, los propios ciclistas decidieron animados por el buen tiempo salir a entrenar durante los días que duró la estancia. La combinación de ciclistas muy veteranos en la parte final de sus carreras y debutantes procedentes del campo amateur, algunos de los cuales habrían tenido que continuar como aficionados o colgar la bicicleta de no ser por el nuevo proyecto, supondría un reto difícil para el director Txomin Perurena.
Con un potencial económico y deportivo incierto, su meta en ese primer año sería realizar un papel digno. El objetivo se centraría en las carreras vascas y en realizar una buena participación en la Vuelta a España, la primera de las tres grandes vueltas del calendario y única en la que podrían participar ese año, para sumar puntos de cara a obtener una invitación para la Clásica de San Sebastián. En ese sentido, Perurena ya había avisado a los aficionados vascos en la primera presentación de que dadas las limitaciones del equipo no debían pensar en objetivos fuera de su alcance como disputar el Tour de Francia o protagonizar hazañas y victorias espectaculares, destacando además que el primer año debía ser de asentamiento y su calendario sería el nacional.

### El Euskadi de Txomin Perurena
En 1994 dio sus primeras pedaladas el equipo profesional con el nombre Euskadi, con Txomin Perurena como director deportivo. La equipación de la modesta formación en esos primeros años constaba de un culote negro y un maillot tricolor con los colores del icono de la Fundación Euskadi (rojo, verde y blanco), los mismos que los de la ikurriña.
Esta primera etapa del equipo surgido por sucripción popular y un halo romántico-identitario estuvo caracterizada por las limitaciones económicas y deportivas del proyecto: las dificultades presupuestarias fueron constantes, las contrataciones se limitaban a ciclistas muy veteranos o a jóvenes debutantes sin experiencia, el calendario se circunscribía prácticamente a las carreras nacionales y las salidas al extranjero eran fundamentalmente a modestas pruebas de Portugal, las victorias eran contadas y en general en carreras de escaso renombre, y la actuación de sus corredores en las citas de primer nivel a las que era invitado para competir junto a los equipos punteros del pelotón se limitaba en buena parte a intentar alguna fuga lejana como forma de buscar el triunfo. En ese contexto, la situación económica de la formación llegó a ser tan acuciante que el mánager general Miguel Madariaga estuvo cerca de ingresar en prisión y el equipo estuvo cerca de desaparecer, mientras el entusiasmo inicial de socios y aficionados decaía.
Por otra parte, las decisiones sobre a qué ciclistas del campo amateur vasco-navarro se les daba la oportunidad de pasar al profesionalismo con el equipo (y, por ende, a quiénes no) resultaron motivo de polémica y tensiones territoriales, dado que desde ciertos sectores del ciclismo vasco se criticaba al equipo de Madariaga que a la hora de realizar algunas contrataciones habría primado la provincia de origen del corredor más que sus méritos deportivos.

#### 1994
Unos días antes del estreno de la escuadra en el pelotón profesional durante la Challenge de Mallorca, el equipo se concentró en Mallorca con ausencia de Xabier Usabiaga por una cardiopatía. En este marco, no alcanzó podio alguno, aunque la formación trataría de alcanzar el palmarés sin éxito en la Vuelta a Andalucía. El primer ciclista del equipo en subir a un podio fue Roberto Laiseka en las metas volantes del Trofeo Comunidad Foral de Navarra. lo mismo ocurrió en la Bicicleta Vasca
La primera victoria del equipo la conquistó el debutante Agustín Sagasti al ganar el sector matinal de la quinta y última etapa de la Vuelta al País Vasco. El equipo debutó ese mismo año en la Vuelta a España, donde Íñigo Cuesta fue el mejor clasificado al terminar 15.º en la general. Por otro lado, en la última etapa de la Vuelta a los Valles Mineros Sagasti fue atropellado y quedó discapacitado.
La segunda victoria del equipo llegó en agosto cuando Juan Carlos González Salvador ganó la última etapa del Trofeo Castilla y León, con su compañero Javier Palacín segundo. En el transcurso del año la escuadra dio además la oportunidad de estrenarse como profesional a Ibon Ajuria.
Al finalizar la temporada se retiró Peio Ruiz Cabestany tras alcanzar un séptimo puesto en la Clásica de San Sebastián, que se sumó a las de los veteranos Javier Murguialday y Rubén Gorospe.
Durante este primer año, Madariaga hizo públicos los problemas económicos de la escuadra que inclusive, lo llevó a empeñar algunos de sus bienes, aunque igual quedaría una deuda de 10 millones de pesetas.

#### 1995
En 1995 la plantilla se amplió hasta llegar a 18 ciclistas, incluyendo tres ciclistas procedentes de otros equipos: Álvaro González de Galdeano y Asier Guenetxea del Artiach, y Roberto Lezaun desde el Festina. Entre los cuatro neoprofesionales procedentes del campo aficionado figuraban Igor González de Galdeano y Aitor Osa. La presentación volvió a celebrarse en el Santuario de Aránzazu, y en ella se confirmó a Íñigo Cuesta como líder de la formación. El coste total de la plantilla para esa segunda temporada se cifró en 250 millones de pesetas.
El equipo inició la temporada con sus corredores tratando de meterse en fugas para estrenar el casillero de victorias. Así, Julián Barcina e Ibon Ajuria estuvieron escapados en la Vuelta a Andalucía, pero fueron alcanzados mediada la etapa cuando ascendían el puerto de Axarquía. La primera victoria de esa segunda temporada no llegaría hasta finales de abril: César Solaun ganó una etapa de la Vuelta a los Valles Mineros, en una escapada en solitario de 120 km en la que llegó a contar con una ventaja de doce minutos para llegar finalmente a la meta situada en La Felguera con uno de renta.
Días antes de esa victoria, en la Vuelta al País Vasco disputada en casa, el debutante Igor González de Galdeano fue uno de los protagonistas de la atípica segunda etapa: junto a Duclos-Lassalle alcanzó a los dos italianos (Piccoli y Miceli) que iban en cabeza de carrera, pero ya en las calles de su Vitoria natal lanzó el esprín por la victoria de etapa en el que fue superado por el francés; el desentendimiento del pelotón hizo que los fugados pasaran a ocupar los primeros puestos de la general. Sin embargo, al día siguiente camino a La Arboleda la ONCE dirigida por Manolo Saiz impuso su ley y dio un vuelco a la clasificación, desapareciendo así de los primeros puestos los hombres que habían protagonizado la jornada anterior, incluido el propio Galdeano. El modesto equipo local tuvo finalmente unos resultados discretos, en una edición que acogió a las principales figuras del pelotón: Zülle, Jalabert, Rominger y Berzin coparon, en ese orden, los cuatro primeros puestos de la general.
Ya en el mes de mayo, Íñigo Cuesta tuvo un papel destacado en la Vuelta a Asturias. El burgalés fue tercero en la cronoescalada al Naranco con que dio inicio de la carrera, a 28 s del ganador Miguel Induráin y 2 s por detrás del segundo clasificado Beat Zberg. Dos días después, en los Lagos de Covadonga, cedió tiempo respecto a Andrea Chiurato y Zberg pero sobrepasó en la general a Induráin, que tuvo una mala jornada. En la penúltima jornada, la etapa reina con final en el Alto del Acebo, se mantuvo con los favoritos hasta la parte final (donde saltaron el ganador de etapa Induráin y el a la postre líder Zberg), lo que le sirvió para subir a la segunda posición en la general. Tras una última etapa sin cambios, Cuesta terminó segundo en la general a 1 min 10 s de Zberg y un segundo por delante de Induráin, con quienes compartió el podio final de Oviedo.
Como ya ocurriera el año anterior, la escuadra volvió a quedarse sin lograr una victoria y apeado de los puestos de honor en la Bicicleta Vasca, en una edición marcada por la tensión en el seno del equipo Gewiss: Berzin y Frattini terminaron primero y tercero en la general (separados por cinco segundos y con una victoria de etapa cada uno, en el Santuario de Oro y en Arrate respectivamente), después de que el gregario italiano insultara a su jefe de filas ruso al entender que este le había usurpado la etapa alavesa. Sin victorias en las carreteras vascas ante su afición, los mejores momentos de la temporada llegaron en distintas carreras de Portugal de la mano de Guenetxea, quien ganó dos etapas de la Vuelta al Algarve, así como una etapa del G. P. Jornal de Noticias.
El equipo se presentó a la Vuelta a España liderado por su jefe de filas Íñigo Cuesta, que había preparado la cita a las órdenes del doctor Sabino Padilla. Sin embargo, Cuesta se cayó en la sexta etapa, camino a Zamora, y tras no encontrarse bien en los días siguientes terminó retirándose de la ronda española. Cuesta, quien antes de la Vuelta había sido incluido en la preselección española para el Mundial, no formó parte finalmente de la selección que disputó la cita de Duitama (Colombia).
La temporada estuvo no obstante marcada por las dificultades económicas. El hasta entonces diputado general de Vizcaya y fundador del equipo, José Alberto Pradera, no se presentó a la reelección tras haber cumplido dos mandatos y después de las elecciones forales de mayo fue sustituido al frente de la Diputación Foral de Vizcaya por Josu Bergara. Si bien Bergara mantuvo los compromisos adquiridos por su antecesor, su entusiasmo con el proyecto era menor que el de Pradera. La escuadra corrió así riesgo de desaparecer, especialmente cuando las informaciones sobre la deuda del equipo con la Hacienda foral vizcaína llegaron a las Juntas Generales; el mánager general Miguel Madariaga estuvo cerca de entrar en prisión. Sin embargo, finalmente la Diputación vizcaína, por medio del teniente de diputado general José Luis Bilbao, acordó conceder un crédito puente al equipo, gracias al cual logró sobrevivir. Pese a la dramática situación, los patrocinadores desde la fundación del proyecto (Etxeondo, Astore, Insalus, Orbea, etc.) mantuvieron su fidelidad al proyecto.
Al término de la temporada el prometedor Íñigo Cuesta pasó a la ONCE dirigida por Manolo Saiz y liderada por Alex Zülle y Laurent Jalabert. La Fundación vio también cómo se salía de su órbita el prometedor ciclista aficionado Roberto Heras: el joven escalador bejarano había corrido hasta entonces en el Café Fortaleza (que actuaba como filial de facto del Euskadi) tras haber sido contratado por José Luis Laka (a su vez director auxiliar del Euskadi), pero para la siguiente temporada se marchó a la estructura Kelme, con la que acabaría debutando como profesional tres años después.

#### 1996
El equipo incorporó para la nueva temporada a David García Markina, proveniente del Banesto. El navarro había sido una de las revelaciones de la Vuelta a España 1995, finalizando séptimo en la clasificación general. Esa actuación, además de valerle la posibilidad de acudir al Mundial de Duitama como miembro de la selección española a petición de Miguel Induráin, hizo que Banesto y Euskadi iniciaran una pugna por hacerse con sus servicios, llegando a realizarle el equipo vasco una oferta millonaria. Del gusto de Txomin Perurena, y representado por un Antonio Vaquerizas en conflicto con los rectores del Banesto, finalmente decidió incorporarse al Euskadi, donde tendría la vitola de jefe de filas. El ciclista navarro llegó acompañado de Óscar López Uriarte. Aunque llegó a publicarse que el veterano Fede Etxabe ficharía también por el equipo, el acuerdo no llegó a producirse y El Potro de Kortezubi hizo su última temporada en el Mapei. Al margen de los fichajes de García Markina y López Uriarte, las otras cuatro incorporaciones seguían la política habitual del económicamente limitado conjunto vasco al tratarse de jóvenes a los que se daba la oportunidad de debutar como profesionales.
En la Vuelta al País Vasco su líder David García aguantó con los mejores en las primeras etapas en línea, pero tras la contrarreloj final en Orio descendió hasta el puesto 21.º. El equipo luchó sin éxito por una victoria de etapa a través de una fuga de largo recorrido, siendo su principal tentativa la protagonizada por Álvaro González de Galdeano camino a Vitoria.
El mes de mayo se inició con una nueva victoria de Asier Guenetxea en Portugal, al adjudicarse una etapa de la Vuelta al Alentejo. Pocos días después, y también en tierras lusas, se produjo la victoria de Igor González de Galdeano en una etapa del G. P. Sport Noticias. Álvaro González de Galdeano completó esa buena racha de resultados en mayo ganando una etapa de la Vuelta a Asturias. La escuadra se adjudicó asimismo la contrarreloj por equipos de la Vuelta a La Rioja.
En la Bicicleta Vasca disputada en junio sus corredores volvieron a quedar fuera de los puestos de honor en la clasificación general. Lo más destacado de su participación fue el segundo lugar logrado por Ibon Ajuria en el sector matinal de la cuarta jornada: provocó una fuga de tres corredores (Elli, Castelblanco y él mismo) que se jugaron la victoria de etapa en Abadiano (colindante a su Izurza natal), imponiéndose con claridad Elli.
El equipo tuvo una destacada actuación en el Campeonato de España Contrarreloj al firmar un doblete con Iñigo González de Heredia como campeón y Álvaro González de Galdeano como subcampeón.
El Euskadi se presentó en la Vuelta a España con graves dificultades económicas; a ello se sumaba un plantel de escaso nivel competitivo, con lo que la escuadra siguió sin conocer la victoria en la Vuelta. Así, lo más destacado fue una larga fuga protagonizada por el joven Igor González de Galdeano en una de las etapas llanas, siendo neutralizado por un pelotón que decidiría la victoria de etapa al sprint; la prioridad de los ciclistas del equipo, según confesó su hermano y compañero Álvaro, era hacer visible su maillot y patrocinadores. La Vuelta estaba dominada por la ONCE de Manolo Saiz, que tras el paso por los Pirineos encabezaba la general con Alex Zülle y Laurent Jalabert, primero y segundo respectivamente, con Laurent Dufaux (Festina) en tercera posición y a cinco minutos de su compatriota; sin embargo, los hombres de Saiz se vieron entonces súbitamente indispuestos por lo que fue explicado como una intoxicación. Esa circunstancia fue aprovechada por Dufaux en la etapa de Ávila para fugarse en busca del liderato: un Zülle sin compañeros (todos ellos cedieron más de 25 minutos cada uno ese día) recibió la ayuda de varios equipos (incluido el Euskadi) y logró mantener el liderato, mientras que el ganador de etapa Dufaux quedó segundo en la general gracias al hundimiento de Jalabert, que bajó hasta la vigésima posición. Miguel Moreno llamó "mercenarios" a aquellos equipos que como el Euskadi habían trabajado a favor de la ONCE. Durante el transcurso de la ronda española se llegó a publicar que la empresa Porcelanatto entraría como patrocinador, aunque la operación no llegó a concretarse.
Ya en octubre Iñaki Aiarzaguena ganó el Memorial Manuel Galera, atacando a sus tres compañeros de fuga en la última ascensión a La Malahá para llegar así con 39" de renta a la meta situada en Armilla. El zaldibartarra acudió pocos días después al Mundial de ruta disputado en Lugano con la selección española, con la misión de trabajar como gregario en las primeras vueltas, abandonando la prueba en la vuelta doce (a tres para el final).
En la parte final de la temporada se confirmó la continuidad de la escuadra en el pelotón gracias al apoyo de las tres diputaciones forales (de Vizcaya, Guipúzcoa y Álava), aunque el equipo debería reducir sus gastos. Por otra parte, Aitor Osa abandonó el equipo para pasar junto a su hermano Unai (procedente del campo aficionado) al Banesto, el equipo dirigido por el tándem Echávarri-Unzué que abría una nueva etapa tras la retirada de Miguel Induráin y el fichaje de Abraham Olano.

#### 1997
El equipo inició la temporada en América, donde participó en la Vuelta a México disputada en enero. Ya en abril Bingen Fernández fue segundo en el Trofeo Comunidad Foral de Navarra, compartiendo podio con los también vizcaínos Mikel Zarrabeitia y David Etxebarria, ambos de la ONCE y con quienes había formado el trío que se disputó el triunfo al sprint.
La Escalada a Montjuic fue la última carrera con Txomin Perurena como director deportivo del equipo, tras cuatro temporadas al volante. La forma en la que produjo su relevo, después de que hubiera dirigido a la escuadra en unos difíciles primeros años marcados por las estrecheces económicas en los que había actuado como un padre para los corredores, motivó algunas voces críticas entre los aficionados, que años después seguirían calificando de "impresentable" lo ocurrido. En cuanto a la plantilla, el Banesto fichó a Solaun para la siguiente temporada, mientras que Vitalicio Seguros hizo lo propio con Íñigo González de Heredia. En el capítulo de bajas se englobó también la no renovación de David García, tras dos temporadas decepcionantes; el navarro se fue junto a Heredia al equipo dirigido por Javier Mínguez.

## Euskaltel y Gorospe: crecimiento y éxitos
Debido a las difigultades económicas que atravesaba el equipo, se anunció a finales de mayo que la empresa petrolífera Petronor aportaría 25 millones de pesetas hasta final de temporada por concepto de patrocinio; como consecuencia de este acuerdo, la escuadra sería renombrada como Euskadi-Petronor. Posteriormente la recién constituida Euskaltel se convirtió en su patrocinador principal. Por lo tanto, el equipo fue renombrado como Euskaltel-Euskadi a partir de la Vuelta a España de 1997; el acuerdo evitó la desaparición por quiebra de la escuadra e implicó un cambio en el maillot. Eso brindó exposición a la marca Euskaltel un mes antes de su inicio formal de operaciones. En 1998 se designó como nuevo director deportivo al exciclista Julián Gorospe.
Bajo la dirección de Gorospe el equipo experimentó una profunda transformación que incluyó una mayor profesionalización. Se pasó de ser uno de los equipos más modestos del pelotón a ascender a la Primera División del ciclismo, debutando y convirtiéndose en un fijo en el Tour de Francia y consolidándose en la élite hasta convertirse una de las veinte escuadras que fueron incluidas en el UCI ProTour.
El paso a la temporada 2000 trajo consigo mejora y estabilidad en el plano económico, sumada a los buenos resultados obtenidos de temporadas anteriores, hizo que el equipo aumentara su ambición en el plano deportivo. De esta forma el principal objetivo para el nuevo año pasó a ser el ascenso desde la Segunda a la Primera División de la UCI, la máxima categoría del ciclismo en ruta en la que se incluían los mejores equipos del mundo; unos buenos resultados en esa pelea planteaban además la posibilidad de obtener una invitación para correr el Tour de Francia. En esa temporada, debido a los buenos resultados obtenidos en la temporada anterior y en curso, el equipo intentó ser invitado al Tour de Francia, sin éxito en ese año. En octubre de este año el equipo asegura su ascenso a primera división.
Finalmente en 2001, la formación fue invitada al Tour de Francia de ese año. En 2005, tras crearse la liga ProTour, el Euskaltel-Euskadi fue uno de sus equipos.

## La era Galdeano
El 2 de noviembre de 2005 Igor González de Galdeano se incorporó como nuevo secretario técnico: tras el debut como ciclista profesional en el equipo vasco (1995-1998) y su paso por el Vitalicio Seguros de Javier Mínguez (1999-2000), había corrido hasta ese mismo año en la estructura ONCE/Liberty Seguros de Manolo Saiz (2001-2005). El vitoriano fue contratado por Miguel Madariaga como máximo responsable deportivo del conjunto. El presidente de Euskaltel, José Antonio Ardanza, puso en cuestión la renovación del patrocinio de su empresa al equipo, pero en mayo de 2006, confirmó la continuidad del respaldo económico de la operadora telefónica a la escuadra naranja con el mismo presupuesto de 6 millones de euros. A final de temporada, Gorospe fue removido de la dirección deportiva del equipo por finalización de contrato, bajo propuesta de Galdeano, quien indicó que era parte de una renovación del equipo. Gorospe protestó su salida, mientras se prescindía también de Iban Mayo.
Galdeano siguió con su remodelación de la formación, y con respecto a la plantilla existente a su llegada la escuadra en esos dos años había dado de baja a 14 corredores e incorporado 17 nuevos ciclistas. El técnico alavés fue además adquiriendo un mayor papel para introducir cambios en los métodos de preparación e incorporar un mayor nivel de exigencia y disciplina a la plantilla, a semejanza de lo que había vivido en sus años como corredor en el Vitalicio Seguros de Javier Mínguez y la estructura ONCE/Liberty Seguros de Manolo Saiz. En ese sentido, contrató a los doctores Guillermo Cuesta y Sergio Quílez, con los que había trabajado durante su etapa en las citadas escuadras.
El equipo anunció que a partir de 2009 Igor González de Galdeano sería, además de adjunto al mánager como secretario técnico, el director deportivo principal, reafirmando su papel de jefe deportivo del equipo. Gorka Gerrikagoitia, Josu Larrazabal y Alex Díaz, por su parte, ejercerían como directores auxiliares del primero. Galdeano incorporó un año más tarde a su hermano Álvaro, tras tres temporadas como director del filial Orbea.

## Madariaga, de nuevo en primera línea

### Riesgo de colapso, relevo a Euskaltel y liquidación

#### Inviabilidad futura y consiguiente incertidumbre

##### Dificultades presupuestarias entre congelaciones y recortes
El equipo afrontaba su séptima temporada consecutiva con el presupuesto congelado en torno a los 6,5 millones de euros: este dato lo convertía en la escuadra ProTeam con menor capacidad económica, circunstancia que venía provocando que la formación no pudiera fichar a ciclistas de otros equipos para reforzar su plantilla e incluso hubiera visto en los últimos años que algunos de sus corredores se marchaban al recibir mejores ofertas.
En el marco de una crisis económica mundial que afectaba especialmente a España, las restricciones presupuestarias de las administraciones públicas (incluyendo recortes en servicios sociales como la sanidad o la educación) hicieron que los patrocinios y subvenciones a equipos deportivos profesionales fueran puestos en cuestión. Esta circunstancia resultaba especialmente comprometida para Euskaltel-Euskadi: de sus en torno a 6,5 millones de euros de presupuesto, aproximadamente 3,25 millones provenían de Euskaltel, algo menos del conjunto de las administraciones públicas (Gobierno Vasco y las diputaciones forales de Vizcaya, Guipúzcoa y Álava) y el resto de aportaciones de empresas y socios de la Fundación (importe que también se repartía entre los otros equipos de la Fundación como el Orbea Continental).
A continuación se exponen las principales vías de ingreso del equipo para su presupuesto de ese año, incluyendo el descenso en la aportación de la Diputación Foral de Vizcaya, institución impulsora del proyecto y que había rebajado su ayuda a la Fundación Euskadi de 1,4 millones de euros en 2011 a 1,2 millones en 2012:
| Entidad                                                             | Aportación en 2011 | Aportación en 2012 |
| ------------------------------------------------------------------- | ------------------ | ------------------ |
| Euskaltel                                                           | 3.250.000 €        | 3.250.000 €        |
| Diputación Foral de Vizcaya                                         | 1.400.000 €        | 1.200.000 €        |
| Diputación Foral de Guipúzcoa                                       | 785.000 €          | 785.000 €          |
| Orbea                                                               | 700.000 €          | 700.000 €          |
| Gobierno Vasco                                                      | 800.000 €          | 600.000 €          |
| Diputación Foral de Álava                                           | 80.000 €           | 80.000 €           |
| El resto del presupuesto procedía de otras empresas y de los socios |                    |                    |

La propia Euskaltel planteó dudas sobre la continuidad de su patrocinio: el presidente de la operadora, José Antonio Ardanza, desveló que la veía "difícil". En diciembre Ardanza se retiró y fue sustituido en la presidencia de Euskaltel por Alberto García Erauzkin, hasta entonces consejero director general. García Erauzkin dijo sobre el equipo que nadie estaba más interesado que Euskaltel en la continuidad de una escuadra a la que la operadora había aportado a lo largo de su existencia 40 millones de euros, pero apuntó también a la necesidad de crear "un proyecto sostenible para el futuro".
Madariaga, reconocido simpatizante del PNV, se mostró especialmente crítico con el Gobierno Vasco del PSE, que había rebajado su aportación progresivamente en más de un 40% respecto al año 2009. En 2012 Lakua aportaba en total al equipo unos 600.000 euros, procediendo la mayor parte (400.000 euros) de la consejería de Industria, Comercio y Turismo por su labor de promoción de Euskadi como destino turístico. Con la temporada ya iniciada, el Gobierno exigió para abonar dicha cantidad que el equipo cambiara la grafía del término Euskadi en su maillot: tras haber lucido desde su estreno en 1994 la palabra Euskadi con la grafía de la Fundación (en letras verdes y con el logotipo de la Fundación al lado), el Ejecutivo quería que Euskadi fuera escrito con la grafía utilizada por la citada consejería en su campaña de turismo "Euskadi, saboréala" (en mayúsculas y con letras blancas, incluyendo el símbolo en forma de ola), lo que conllevaría la desaparición del maillot de toda alusión a la Fundación Euskadi. Según Madariaga, dicho cambio podía poner en peligro otros patrocinios de entidades asociadas a la Fundación durante años, incluyendo la aportación de las diputaciones forales, que supondría la pérdida de 1,5 millones de euros en ingresos. Por su parte, el Gobierno vasco señaló el cumplimento de su solicitud como "esencial", ya que de no ser satisfecha conllevaría la resolución del contrato de patrocinio sin derecho a indemnización para el equipo. Finalmente en junio ambas partes llegaron a una solución de compromiso: la escuadra mantendría para el Euskadi de sus equipaciones la grafía propia de la Fundación en la mayoría de los casos (incluyendo el frontal del maillot), salvo en el costado y el hombro de la parte derecha donde sí luciría el exigido por el Gobierno Vasco, que aportó 50.000 euros extra para sufragar en parte el desembolso que supuso la adecuación de las equipaciones.
La incertidumbre sobre el futuro de los patrocinios procedentes tanto de la empresa privada como de las administraciones públicas más allá de ese año hicieron que el equipo iniciara la temporada sin tener asegurada su continuidad de cara a 2013. En su intento de buscar algún nuevo patrocinador Madariaga señaló que pese a su limitado presupuesto la formación ofrecía un retorno publicitario que multiplicaba varias veces su valor, hasta alcanzar los 120 millones de euros.

##### Rumores sobre un nuevo Euskaltel y agravamiento económico
Ya antes de empezar la temporada Miguel Madariaga dejó entrever que ese podía ser el último año en que la Fundación Euskadi y él mismo estuvieran al frente del equipo, y habló sobre la posibilidad de dar el relevo a un proyecto vasco más del gusto de la UCI, con un compromiso de cuatro años (y no año a año, como hasta entonces) y liderado por una empresa sólida que aportara seguridad en el aspecto económico; ahondando en ese punto, señaló a Euskaltel como la única empresa que a su juicio podía encabezar una iniciativa así.
El 13 de enero de 2012 el diario deportivo As publicó que de cara al siguiente año Euskaltel había decidido dejar su relación de patrocinio con la Fundación Euskadi para pasar a tener su propia formación, con Igor González de Galdeano al frente del proyecto: manteniendo gran parte de la plantilla existente, la nueva escuadra no se limitaría a ciclistas vascos o formados en dicha cantera y podría fichar a corredores extranjeros. Cuestionado al respecto por Deia, Madariaga respondió: "No hay nada de eso. Al menos, por ahora y que yo sepa. Otra cosa es que luego vaya a ocurrir todo o algo de lo que se habla"; Galdeano, por su parte, negó tajantemente cualquier contacto con Euskaltel: "A mí no me ha llamado nadie". Pocos días después, en la presentación oficial para esa temporada, Madariaga dio prácticamente por cierto lo apuntado por As: reconociéndose cansado tras años de responsabilidad y con problemas para cuadrar las cuentas, confirmó que sería su último año al frente y que se vivía una época de cambio que daría paso a un proyecto distinto y con nuevos dirigentes. Transcurrido un mes, Madariaga dijo que mantener o no la filosofía dependía de la postura de los patrocinadores.
Antes de la disputa de la primera etapa de la Vuelta al País Vasco, y a petición de su jefe de filas Samuel Sánchez, el mánager general Miguel Madariaga reunió a sus corredores en el hotel del equipo para transmitirles un mensaje de calma ante las informaciones y les pidió que le dieran de plazo hasta primeros del mes de mayo para resolver las incógnitas, de manera que en caso de que la escuadra no continuara la siguiente temporada pudieran buscar con tiempo un nuevo equipo. Preguntado por diversos medios durante la disputa de la ronda vasca sobre el nuevo proyecto, dijo que sus promotores no habían contado con él pero que tampoco se sentía traicionado, y que dada la comprometida situación económica de la Fundación Euskadi y la imposibilidad de esta para continuar al frente del equipo apoyarían al grupo que tomara su relevo.
Tras el triunfo de Samuel Sánchez en la Vuelta al País Vasco ante la afición, Madariaga concedió una entrevista a ETB en la que dijo que no esperaba que le fueran a dejar "tan tirado" y lamentó las formas en las que se estaban realizando los cambios y el escaso reconocimiento recibido por su labor; asimismo criticó la presencia de "buitres" conocedores de la comprometida situación económica de la Fundación Euskadi. Posteriormente matizó esas declaraciones: admitió que en abril estaba molesto porque no se había contado con él, y que si bien los futuros responsables seguían sin consultarle había percibido que valoraban el trabajo desarrollado en esas 19 temporadas.
Ante la merma de ingresos y una creciente incertidumbre sobre si podrían cuadrar las cuentas al final de esa ya confirmada como última temporada de la escuadra, la Fundación Euskadi barajó una serie de medidas extraordinarias, que incluían la venta de patrimonio (autobuses y otros vehículos) e incluso en última instancia de algún corredor en las semanas entre el Tour y la Vuelta (al menos dos equipos franceses mostraron su interés por Romain Sicard), pero ese extremo no llegó a producirse. Finalmente la única iniciativa adoptada durante la temporada para obtener unos ingresos extra sería la puesta a la venta de 10 000 pulseras naranjas (a 3 euros la unidad).
El 2 de junio El Correo confirmó el relevo al publicar que Euskaltel ya tenía decidido asumir el control de la escuadra a partir de 2013, lo que implicaría elevar su aportación anual. Días después L'Équipe dio por hecha la llegada de Festina como copatrocinador, lo que aliviaría a la operadora vasca la carga financiera de sostener el proyecto en solitario; no obstante, esa entrada no llegó a producirse. Con Galdeano ya confirmado como máximo responsable del nuevo proyecto, el presidente de Euskaltel Alberto García Erauzkin trató de limar asperezas con Madariaga reconociendo la labor de este ante los medios congregados en un acto previo al inicio del Tour de Francia. En ese contexto, Deia llegó a publicar que era Madariaga quien estaba tramitando ante la UCI la solicitud para que el equipo resultante propiedad de Euskaltel tuviera una licencia ProTeam; esa información fue desmentida posteriormente por el propio Madariaga, quien aclaró además que no estaba implicado en ninguna medida en la puesta en marcha o gestión de la nueva estructura. Sí se había ofrecido ante los promotores del nuevo proyecto para negociar con Samuel Sánchez su continuidad.

##### Puntos de mérito de la UCI y posible descenso en 2013

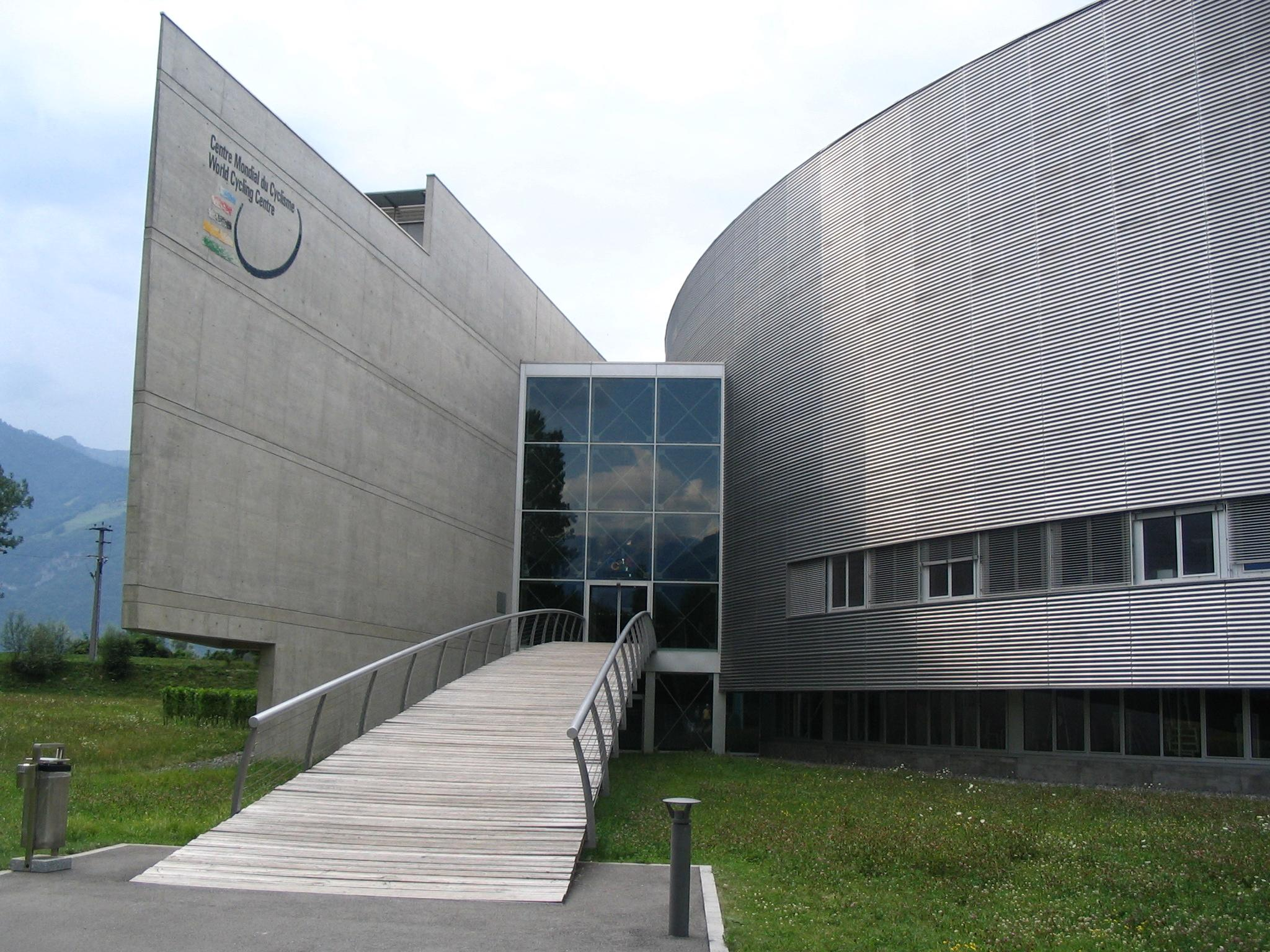
Entrada a la sede central de la UCI, situada en Aigle (Suiza).

La UCI, en consonancia con sus políticas de globalización y potenciación de grandes formaciones con un sólido apoyo empresarial, había establecido que para que un equipo perteneciera en 2013 a la máxima categoría (UCI ProTeam, compuesta por 18 equipos con acceso directo al calendario WorldTour) se tomarían en cuenta los "puntos de mérito" obtenidos en los dos años precedentes por los doce mejores ciclistas contratados para la temporada siguiente. Según la normativa establecida por el organismo rector, los 15 equipos con más puntos de mérito tendrían garantizada una licencia ProTeam, mientras que las 3 plazas restantes serían adjudicadas por la Comisión de Licencias entre las cinco siguientes escuadras según criterios deportivos, económicos y éticos tras analizar la exposición de cada una de ellas.
Estos puntos de mérito diferían de los puntos WorldTour otorgados en dichas temporadas, de manera que aunque la escuadra naranja había sido en la clasificación por equipos de esa competición 12.ª en 2011 y terminaría siendo 13.ª en 2012, ello no le garantizaba la renovación de su licencia para 2013: los puntos de mérito de sus principales corredores resultaban insuficientes para obtener automáticamente la renovación en la élite, por lo que podía descender a la segunda división (Profesional Continental). En caso de que la formación no siguiera en la primera división de cara a la siguiente temporada sus ciclistas serían libres para cambiar de escuadra.
La escasez de puntos de mérito condicionó la temporada del equipo, pudiendo estar detrás de situaciones como la protagonizada por Mikel Nieve en la Vuelta a Suiza: habiéndose adjudicado ya la victoria de etapa el fugado, fue el único del trío perseguidor que peleó por la segunda posición en meta para hacerse con algún punto extra.

##### Cambios internos en Euskaltel
La delicada situación económica de la escuadra y los crecientes rumores sobre un nuevo proyecto ciclista de Euskaltel que tomara el relevo al de la Fundación Euskadi coincidieron en el tiempo con un periodo de cambios relevantes en la compañía telefónica.
Así, además de la llegada a la presidencia de Alberto García Erauzkin se produjo la una profunda reordenación de su accionariado, con la entrada de dos fondos de inversión mediante la salida de algunos socios minoritarios y la rebaja del porcentaje correspondiente al mayoritario, Kutxabank, que se mantuvo como el primero aunque pasando a poseer menos de la mitad. En aras de atraer a los nuevos inversores Kutxabank había financiado mediante un crédito los 125 millones de euros aún pendientes de pago de la indemnización de 222 millones de euros a Orange fijada por los tribunales, y el Parlamento Vasco había autorizado al Gobierno Vasco la venta a Euskaltel de su red de fibra óptica que hasta entonces había utilizado la operadora en régimen de alquiler.
Según el presidente de la operadora, el objetivo era expandirse y convertirse en una multinacional manteniendo los centros de decisión en el País Vasco.

#### El nuevo proyecto de Euskaltel y Galdeano
El 24 de julio la empresa Euskaltel anunció oficialmente su proyecto de formar un equipo ciclista a partir de 2013 a través de su sociedad Basque Cycling Pro Team y que denominó Euskaltel Euskadi; con Igor González de Galdeano como principal responsable deportivo. Este acogería tanto a ciclistas con contrato vigente del primer equipo como a recién renovados. Además, fichó a otros ciclistas que pudieran aportar los puntos necesarios para que la UCI le otorgara una licencia de la máxima categoría ProTeam. El compromiso inicial de Euskaltel con el proyecto era de 27 millones de euros para tres temporadas que aumentaría a 40 millones de euros para cuatro temporadas en octubre y que supuso un incremento respecto a la anterior formación. También se acordó una separación de la gestión deportiva y económica, Galdeano estaría al mando en lo deportivo y Euskaltel en las otras áreas al mando de Mikel Astorkiza.
El principal objetivo de Galdeano en los meses que restaban hasta el arranque de la temporada 2013 fue realizar los fichajes que aseguraran los puntos de mérito suficientes como para obtener de la UCI una licencia ProTeam, con la novedad ya conocida de que podía fichar también a corredores que en el proyecto anterior de la Fundación Euskadi no habrían tenido cabida por no cumplir con lo recogido en sus estatutos. Esto además se vio estimulado por el sistema de asignación de puntos de la UCI, que otorga mayor puntaje a corredores con triunfos o buenos puestos en carreras de poco renombre. Además, el equipo tenía que competir por los fichajes con otros equipos con las mismas ambiciones.
Esa decisión fue motivo de mucha controversia entre la afición vasca, que había apoyado al proyecto desarrollado hasta entonces por la Fundación Euskadi con su particular filosofía de contratar únicamente a ciclistas autóctonos o formados en su cantera. Algunos aficionados mostraron incluso preferir quedar fuera de la categoría ProTeam y del UCI WorldTour antes que perder esa tradición, argumentando que aunque la escuadra pasara a ser Profesional Continental (segunda división) podría obtener invitaciones de los organizadores para participar en las pruebas de primer nivel con especial interés para la formación como la Vuelta al País Vasco, el Tour de Francia o la Vuelta a España. Adicionalmente, siete ciclistas de otros equipos que habían militado previamente en el Euskaltel-Euskadi firmaron un comunicado en contra de la nueva gestión deportiva e instaron al nuevo equipo directivo a no romper con la filosofía del proyecto anterior de la Fundación Euskadi dirigida por Miguel Madariaga. Galdeano reconoció que la decisión causaría polémica, pero respondió que no había ninguna garantía de que los organizadores invitaran al conjunto vasco a sus carreras, y que aun así la diferencia entre ser UCI ProTeam (teniendo acceso directo a todas las grandes citas del calendario, englobadas en el UCI WorldTour, y cobrando por ello) o no serlo (lo que implicaba pagar para obtener invitaciones) no era asumible:
Uno de los primeros fichajes que se planteó Euskaltel fue el de algún corredor asturiano, principalmente pensando en una posible adquisición de la cablera asturiana Telecable. Finalmente ni la adquisición ni el proyecto de fichaje se concretaron.

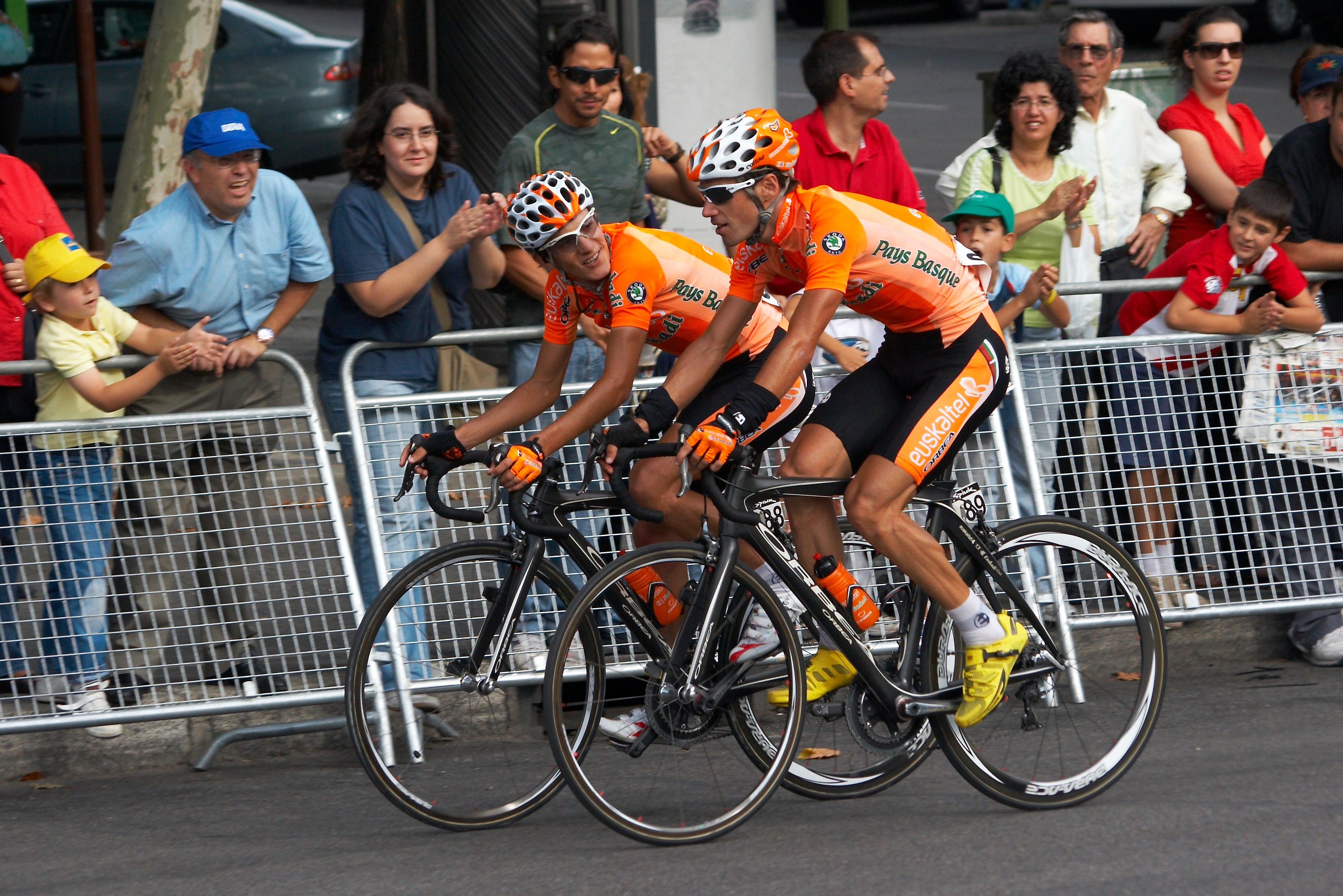
Txurruka y Velasco, aplaudidos en la última etapa de la Vuelta a España 2008, en Madrid.

Otra polémica se levantó cuando la nueva dirección encabezada por Igor González de Galdeano decidió prescindir de Amets Txurruka e Iván Velasco, corredores vinculados durante años al anterior proyecto, principalmente en labores de gregario, mediante sacrificios en favor de los líderes de escuadra que se llevaban los puntos. Galdeano les informó de que no contaba con ellos porque no aportaban los puntos suficientes a través de sendas llamadas telefónicas de un minuto. Txurruka declaró que asumía su marcha, pero que le molestaban las formas en las que le había sido comunicada la decisión por parte de los nuevos responsables. El ciclista mostró además su agradecimiento a la afición, así como a Miguel Madariaga y a la Fundación Euskadi, por el apoyo recibido.

#### Polémica sobre el traspaso de la flota
Los dirigentes del nuevo proyecto de Euskaltel pretendían que la flota utilizada por el hasta entonces equipo de la Fundación Euskadi pasara a la nueva formación. Sin embargo, Miguel Madariaga se negó a un traspaso gratuito, argumentando que era propiedad de la Fundación y que solo aceptaría una venta. Esto con el objetivo de conseguir dinero para hacer frente a los pagos comprometidos hasta final de año, subsanando así la reducción en las aportaciones de las administraciones públicas; en concreto, cifraba en 565.000 euros el dinero extra que necesitaría recaudar mediante la venta de dichos bienes para concluir el año sin impagos. Las negociaciones no avanzaban bien, por lo que incluso Igor González de Galdeano se puso en contacto con su antiguo director Manolo Saiz para hablar sobre la flota que este aún poseía de sus tiempos en la ONCE/Liberty Seguros, aunque aseguró que su interés en ese caso se limitaba a un tipo de vehículo que no poseía la estructura de Madariaga. En noviembre la Fundación Euskadi no pudo pagar la nómina de ese mes ni a sus ciclistas ni al resto de trabajadores, según admitió el propio Madariaga a Euskadi Irratia días después; el presidente calificó el momento como "el más difícil" por el que habían atravesado, y explicó que la única forma de pagar en su totalidad los 857.000 euros comprometidos (la suma de las nóminas de noviembre y diciembre) era que pudiera antes vender los autobuses, valorados en 918.000 euros.
 En esa tesitura, Euskaltel y Madariaga acercaron posturas, y finalmente el 14 de diciembre llegaron a un acuerdo según el cual la compañía telefónica compraba a la Fundación Euskadi sus autobuses a cambio de 550.000 euros. Esa venta alivió la situación de la Fundación, pero no la solucionó por completo: de hecho, tras la firma aún necesitaba en torno 250.000 euros para concluir el año y liquidar así sin deudas el que había sido su equipo original. No obstante el desencuentro no concluyó tras el acuerdo, dado que ambas partes ofrecieron versiones contrapuestas sobre su significado. Euskaltel calificó la compra como "una muestra más de su compromiso histórico con la Fundación Euskadi, ya que acude en su ayuda mediante una aportación extraordinaria adicional". Madariaga respondió al comunicado de la compañía de la siguiente forma: "Dicen que nos han salvado, pero de eso nada. Han comprado un material que necesitan y porque no ha quedado más remedio".

#### Desaparición y nueva etapa para la Fundación Euskadi
Tras el homenaje a Miguel Madariaga por su labor dentro del equipo, se inicia una nueva etapa. La Fundación Euskadi presidida por Madariaga se enfrentaba a una reordenación de sus actividades de cara a 2013. La institución contaba en ese momento con apenas 1700 socios particulares, la mitad de los que había tenido en el momento de su creación.
En ese contexto, el hasta entonces equipo Orbea de categoría Continental pasó a ser su principal escuadra con el nombre Euskadi, el mismo que su equipo original, contando además con una equipación prácticamente idéntica.
Este nuevo Euskadi presentaba similares problemas económicos al primigenio dada la ausencia de un patrocinador principal tras la marcha de Euskaltel y Orbea.
En cuanto al apoyo económico de las administraciones públicas vascas, en el panel utilizado en la presentación oficial de su plantilla para 2013 figuraban las diputaciones forales de Vizcaya y Guipúzcoa; tras el acuerdo con el ente foral guipuzcoano, quedó definida una plantilla de diez corredores: seis que continuaban del Orbea y cuatro neoprofesionales procedentes del campo amateur, en una escuadra contaría con cuatro guipuzcoanos, dos vizcaínos, un alavés y un burgalés formado en la cantera alavesa. Además, la Fundación Euskadi mantendría el resto de sus actividades.
Por otro lado, se preveía que la Fundación Euskadi y el nuevo Euskaltel Euskadi siguieran unidos de alguna forma, sin embargo, se llegó a materializar ningún acuerdo de colaboración.